# Sport Goofy in Soccermania
Sport Goofy in Soccermania (Sport Goofy en Futbolmanía en Hispanoamérica; Superstar Goofy y la fiebre del fútbol en España) es un especial de televisión animado producido por Walt Disney Feature Animation para The Walt Disney Company. Originalmente se emitió el 27 de mayo de 1987, en NBC. Durante su debut televisivo fue precedido por un mockumentary que mostraba pasadas caricaterías Goofy de él engeñando todo mal, y llevando al especial de dibujos animados donde finalmente se le muestra un Goofy competente y atlético.
El especial también marca el debut animado de algunos personajes del universo del Pato Donald procedentes de los cómics, entre ellos los Beagle Boys, Gyro Gearloose y Little Helper, aunque en el caso de los dos últimos teniendo sólo una breve aparición a modo de cameo.

## Trama
Huey, Dewey y Louie le piden a Scrooge McDuck que done $1.49 para comprar un trofeo de campeonato para su nuevo equipo de fútbol, que para Scrooge, con asombro, resulta carísimo. Scrooge les da un viejo trofeo suyo que considera inservible, pero los chicos pasan la prueba ante el conservador del museo de Duckburg, quien lo valora como un artefacto de un millón de dólares. Para recuperar el trofeo, Scrooge se ve obligado a patrocinar a sus sobrinos. Compran un balón de fútbol en una tienda de artículos deportivos propiedad del sorprendentemente atlético y ágil "Sport Goofy", quien termina convirtiéndose en el entrenador del equipo cuando los compañeros de los sobrinos son presentados como unos inadaptados desorganizados. Sin embargo, los "McDuck Greenbacks" se unen bajo la paciente dirección de Sport Goofy y perfeccionan sus habilidades futbolísticas.
Como el valor del trofeo sale en primera plana, los Beagle Boys lo saben y buscan participar también en el torneo de fútbol, pero como no están en forma y no saben nada de fútbol, recurren a las trampas. Se muestran una serie de montajes de noticias deportivas sobre el progreso del torneo. Cuando los Beagles ven que los Greenbacks ganaron las semifinales, creen que Sport Goofy es un problema y lo secuestran. El equipo está descorazonado por la pérdida de su capitán, pero deciden seguir adelante sin él. A pesar del excelente juego de los miembros del equipo, los Beagle Boys siguen haciendo trampas y un árbitro miope sigue declarando legítimos los goles de los Beagles, terminando la primera mitad con un marcador de 10-0. De vuelta en el escondite, Goofy está firmemente atado a una silla, aunque intenta escapar astutamente. Mientras uno de los Beagle Boys ve la televisión, Goofy se quita un calcetín y usa su pie descalzo para agarrar un cuchillo. El cuchillo casi se resbala, pero Goofy usa los dedos del pie para atraparlo, antes de alertar al matón. Goofy escapa sigilosamente del escondite de los Beagles y llega al campo para la segunda mitad, lo que anima a los Greenbacks a una jugada increíble que ni siquiera las trampas de los Beagles pueden contrarrestar, provocando una remontada de 10-10.
Cuando los Beagles, enfurecidos, recurren a la agresión física directa contra Goofy, Scrooge finalmente obliga al árbitro a ponerse las gafas, lo que provoca que este grite falta y señale un penalti. El campo está despejado salvo para Goofy y el portero de los Beagles, pero Goofy sigue mareado por la paliza mientras intenta recuperar el equilibrio. El capitán de los Beagles coloca en secreto una bomba en el balón y ordena a un Beagle que presione el botón rojo del detonador cuando Goofy esté listo para disparar. El Beagle es tan ignorante que no para de apretar el botón verde, lo que hace que Sport Goofy marque fácilmente el penalti, superando a un portero demasiado confiado, y así los Greenbacks ganan 11-10. Todo Duckburg se alegra menos los Beagles, cuyo capitán, furioso, aprieta el botón rojo, haciendo explotar el balón y enviando a todos los Beagle Boys a una camioneta policial que los espera. Ahora que Scrooge ha recuperado su trofeo, lo dona al museo de Duckburg (tras asegurarse de que sea deducible de impuestos) y se une a los McDuck Greenbacks en su foto de campeonato.

## Reparto de voz
- Tony Pope - Sport Goofy
- Will Ryan - Scrooge McDuck, Jeeves, Beagle Boy #2, y Gyro Gearloose
- Russi Taylor - Huey, Dewey y Louie, Abuela Pato, y Chef de TV
- Jack Angel - Beagle Boy #1
- Philip Proctor - Beagle Boy #3, y Conservador del Museo
- Chick Hearn - Comentarista

## Producción
Esta caricatura fue la primera caricatura original de Goofy producida desde Goofy's Freeway Troubles en 1965. La producción del cortometraje fue anunciada en 1985 por Ed Hanson, vicepresidente de Disney Animation, junto con el anuncio de lo que se convertiría en El Príncipe y el Mendigo.
Sport Goofy in Soccermania también marca la primera vez que Russi Taylor presta sus voces a Huey, Dewey y Louie (reemplazando a Clarence Nash) y a la Abuela Pato (reemplazando a June Foray). Soccermania es una de las pocas caricaturas de Disney de la época donde la voz de Scrooge McDuck no fue interpretada por Alan Young, sino por Will Ryan.
Sport Goofy in Soccermania fue la última producción de Darrell Van Citters con Disney. Trabajó para Warner Bros. Animation durante un par de años, antes de fundar su propia compañía de animación, Renegade Animation. Joe Ranft y Tad Stones escribieron la historia. Ranft trabajó posteriormente para Pixar (y finalmente regresó a Disney cuando Pixar fue contratada para realizar películas), mientras que Stones trabajó posteriormente en Walt Disney Television Animation, que simultáneamente producía DuckTales, también protagonizada por Scrooge McDuck y sus sobrinos. Durante la secuencia del sueño de Goofy, se pueden ver fragmentos del cortometraje de 1946 Double Dribble.